# Handbal la Jocurile Olimpice de vară din 2024 – Turneul masculin
Turneul masculin de handbal de la Jocurile Olimpice de vară din 2024 a fost a 15-a ediție a competiției de handbal masculin de la Jocurile Olimpice. S-a desfășurat în perioada 27 iulie - 11 august 2024, în Franța, meciurile grupelor preliminare fiind găzduite de South Paris Arena 6 din Paris, iar fazele eliminatorii de Stade Pierre-Mauroy din Lille.

## Programul
Programul complet al competiției masculine a fost anunțat pe 29 aprilie 2024.
| G | Faza grupelor | ¼ | Sferturi de finală | ½ | Semifinalele | f | Finala mică | F | Finala |

| Sâm 27 | Dum 28 | Lun 29 | Mar 30 | Mie 31 | Joi 1 | Vin 2 | Sâm 3 | Dum 4 | Lun 5 | Mar 6 | Mie 7 | Joi 8 | Vin 9 | Sâm 10 | Dum 11 | Dum 11 |
| ------ | ------ | ------ | ------ | ------ | ----- | ----- | ----- | ----- | ----- | ----- | ----- | ----- | ----- | ------ | ------ | ------ |
| G      |        | G      |        | G      |       | G     |       | G     |       |       | ¼     |       | ½     |        | f      | F      |

## Calificări
| Modalitate de calificare                 | Data                  | Gazda          | Locuri | Calificate         |
| ---------------------------------------- | --------------------- | -------------- | ------ | ------------------ |
| Țara gazdă                               |                       |                | 1      | Franța             |
| Campionatul Mondial din 2023             | 11–29 ianuarie 2023   | Polonia Suedia | 1      | Danemarca          |
| Turneul asiatic de calificare din 2023   | 18–28 octombrie 2023  | Doha           | 1      | Japonia            |
| Jocurile Panamericane 2023               | 30 oct. – 4 nov. 2023 | Viña del Mar   | 1      | Argentina          |
| Campionatul European din 2024            | 10–28 ianuarie 2024   | Germania       | 1      | Suedia             |
| Turneul african de calificare din 2024   | 17–27 ianuarie 2024   | Cairo          | 1      | Egipt              |
| Turneele olimpice de calificare din 2024 | 14–17 martie 2024     | Granollers     | 2      | Spania · Slovenia  |
| Turneele olimpice de calificare din 2024 | 14–17 martie 2024     | Hanovra        | 2      | Croația · Germania |
| Turneele olimpice de calificare din 2024 | 14–17 martie 2024     | Tatabánya      | 2      | Norvegia · Ungaria |
| Total                                    |                       |                | 12     |                    |

## Formatul competiției
Cele 12 echipe participante la turneu au fost împărțite în două grupe de câte șase, fiecare din ele jucând câte un meci împotriva celorlalte echipe din grupă. După încheierea acestei faze, primele patru echipe din fiecare grupă au avansat în sferturile de finală. Învingătoarele au avansat în semifinale, iar câștigătoarele semifinalelor au disputat un meci pentru medalia de aur, în timp ce învinsele au jucat un meci pentru medalia de bronz. 

## Tragerea la sorți
Tragerea la sorți pentru distribuția în grupe a avut loc pe 16 aprilie 2024.

### Distribuția în urnele valorice
Distribuția echipelor în urnele valorice a fost anunțată pe 17 martie 2024.
| Urna 1             | Urna a 2-a         | Urna a 3-3         | Urna a 4-a        | Urna a 5-a     | Urna a 6-a          |
| ------------------ | ------------------ | ------------------ | ----------------- | -------------- | ------------------- |
| Danemarca · Spania | Croația · Norvegia | Ungaria · Germania | Slovenia · Franța | Suedia · Egipt | Argentina · Japonia |

## Arbitrii
Perechile de arbitri au fost anunțate pe 26 aprilie 2024.
| Arbitri               | Arbitri                                 |
| --------------------- | --------------------------------------- |
| Algeria               | Youcef Belkhiri Sid Ali Hamidi          |
| Argentina             | Mariana García María Paolantoni         |
| Bosnia și Herțegovina | Amar Konjičanin Dino Konjičanin         |
| Cehia                 | Václav Horáček Jiří Novotný             |
| Danemarca             | Mads Hansen Jesper Madsen               |
| Franța                | Julie Bonaventura Charlotte Bonaventura |
| Germania              | Robert Schulze Tobias Tönnies           |
| Germania              | Tanja Kuttler Maike Merz                |

| Arbitri           | Arbitri                          |
| ----------------- | -------------------------------- |
| Ungaria           | Ádám Bíró Olivér Kiss            |
| Macedonia de Nord | Gjorgji Nacevski Slave Nikolov   |
| Muntenegru        | Ivan Pavićević Miloš Ražnatović  |
| Norvegia          | Håvard Kleven Lars Jørum         |
| Slovenia          | Bojan Lah David Sok              |
| Spania            | Ignacio García Andreu Marín      |
| Suedia            | Mirza Kurtagic Mattias Wetterwik |
| Elveția           | Arthur Brunner Morad Salah       |

## Faza grupelor
Orele sunt cele locale (UTC+2).

### Grupa A
| Loc | Echipa   | MJ | V | E | Î | GM  | GP  | DG  | Pct | Calificare           |
| --- | -------- | -- | - | - | - | --- | --- | --- | --- | -------------------- |
| 1   | Germania | 5  | 4 | 0 | 1 | 162 | 144 | +18 | 8   | Sferturile de finală |
| 2   | Slovenia | 5  | 3 | 0 | 2 | 140 | 142 | −2  | 6   | Sferturile de finală |
| 3   | Spania   | 5  | 3 | 0 | 2 | 151 | 148 | +3  | 6   | Sferturile de finală |
| 4   | Suedia   | 5  | 3 | 0 | 2 | 158 | 139 | +19 | 6   | Sferturile de finală |
| 5   | Croația  | 5  | 2 | 0 | 3 | 148 | 156 | −8  | 4   |                      |
| 6   | Japonia  | 5  | 0 | 0 | 5 | 143 | 173 | −30 | 0   |                      |

1. 1 2 3  Slovenia 2 puncte, golaveraj +2; Spania 2 puncte, golaveraj 0; Suedia 2 puncte, golaveraj −2.

| 27 iulie 2024 09:00 | Spania  | 25 – 22 | Slovenia | South Paris Arena 6, Paris Asistență: 5776 Arbitri: C. Bonaventura, J. Bonaventura |
| 27 iulie 2024 09:00 | Gómez 7 | (8–11)  | Bombač 5 | South Paris Arena 6, Paris Asistență: 5776 Arbitri: C. Bonaventura, J. Bonaventura |
| 27 iulie 2024 09:00 | 3×      | Raport  | 5×       | South Paris Arena 6, Paris Asistență: 5776 Arbitri: C. Bonaventura, J. Bonaventura |

| 27 iulie 2024 14:00 | Croația    | 30 – 29 | Japonia     | South Paris Arena 6, Paris Asistență: 5749 Arbitri: Kleven, Jørum |
| 27 iulie 2024 14:00 | Šoštarić 6 | (13–18) | Yasuhira 10 | South Paris Arena 6, Paris Asistență: 5749 Arbitri: Kleven, Jørum |
| 27 iulie 2024 14:00 | 3×         | Raport  | 4×          | South Paris Arena 6, Paris Asistență: 5749 Arbitri: Kleven, Jørum |

| 27 iulie 2024 19:00 | Germania | 30 – 27 | Suedia  | South Paris Arena 6, Paris Asistență: 5739 Arbitri: Hansen, Madsen |
| 27 iulie 2024 19:00 | Uščins 8 | (12–11) | Wanne 8 | South Paris Arena 6, Paris Asistență: 5739 Arbitri: Hansen, Madsen |
| 27 iulie 2024 19:00 | 1×       | Raport  | 2×      | South Paris Arena 6, Paris Asistență: 5739 Arbitri: Hansen, Madsen |

| 29 iulie 2024 09:00 | Japonia    | 26 – 37 | Germania | South Paris Arena 6, Paris Asistență: 5788 Arbitri: Bíró, Kiss |
| 29 iulie 2024 09:00 | Fujisaka 6 | (10–21) | Uščins 7 | South Paris Arena 6, Paris Asistență: 5788 Arbitri: Bíró, Kiss |
| 29 iulie 2024 09:00 | 3×         | Raport  | 1×       | South Paris Arena 6, Paris Asistență: 5788 Arbitri: Bíró, Kiss |

| 29 iulie 2024 11:00 | Slovenia     | 31 – 29 | Croația         | South Paris Arena 6, Paris Asistență: 5788 Arbitri: Nacevski, Nikolov |
| 29 iulie 2024 11:00 | Janc, Vlah 8 | (13–13) | trei jucători 5 | South Paris Arena 6, Paris Asistență: 5788 Arbitri: Nacevski, Nikolov |
| 29 iulie 2024 11:00 | 5× 1×        | Raport  | 8× 1×           | South Paris Arena 6, Paris Asistență: 5788 Arbitri: Nacevski, Nikolov |

| 29 iulie 2024 16:00 | Suedia          | 29 – 26 | Spania      | South Paris Arena 6, Paris Asistență: 5764 Arbitri: Horáček, Novotný |
| 29 iulie 2024 16:00 | trei jucători 5 | (11–11) | Fernández 7 | South Paris Arena 6, Paris Asistență: 5764 Arbitri: Horáček, Novotný |
| 29 iulie 2024 16:00 | 4× 1×           | Raport  | 5× 1×       | South Paris Arena 6, Paris Asistență: 5764 Arbitri: Horáček, Novotný |

| 31 iulie 2024 11:00 | Croația      | 31 – 26 | Germania | South Paris Arena 6, Paris Asistență: 5774 Arbitri: Horáček, Novotný |
| 31 iulie 2024 11:00 | Martinović 9 | (15–13) | Golla 8  | South Paris Arena 6, Paris Asistență: 5774 Arbitri: Horáček, Novotný |
| 31 iulie 2024 11:00 | 5× 1×        | Raport  |          | South Paris Arena 6, Paris Asistență: 5774 Arbitri: Horáček, Novotný |

| 31 iulie 2024 14:00 | Spania      | 37 – 33 | Japonia              | South Paris Arena 6, Paris Asistență: 5813 Arbitri: Pavićević, Ražnatović |
| 31 iulie 2024 14:00 | Odriozola 6 | (20–18) | Fujisaka, Yasuhira 7 | South Paris Arena 6, Paris Asistență: 5813 Arbitri: Pavićević, Ražnatović |
| 31 iulie 2024 14:00 | 1×          | Raport  | 1×                   | South Paris Arena 6, Paris Asistență: 5813 Arbitri: Pavićević, Ražnatović |

| 31 iulie 2024 16:00 | Slovenia | 29 – 24 | Suedia  | South Paris Arena 6, Paris Asistență: 5813 Arbitri: Brunner, Salah |
| 31 iulie 2024 16:00 | Janc 10  | (15–14) | Wanne 6 | South Paris Arena 6, Paris Asistență: 5813 Arbitri: Brunner, Salah |
| 31 iulie 2024 16:00 | 4× 1×    | Raport  | 3× 1×   | South Paris Arena 6, Paris Asistență: 5813 Arbitri: Brunner, Salah |

| 2 august 2024 14:00 | Croația      | 27 – 38 | Suedia   | South Paris Arena 6, Paris Asistență: 5774 Arbitri: C. Bonaventura, J. Bonaventura |
| 2 august 2024 14:00 | Martinović 8 | (15–18) | Pellas 9 | South Paris Arena 6, Paris Asistență: 5774 Arbitri: C. Bonaventura, J. Bonaventura |
| 2 august 2024 14:00 | 4× 1×        | Raport  | 3×       | South Paris Arena 6, Paris Asistență: 5774 Arbitri: C. Bonaventura, J. Bonaventura |

| 2 august 2024 16:00 | Germania | 33 – 31 | Spania   | South Paris Arena 6, Paris Asistență: 5774 Arbitri: Nacevski, Nikolov |
| 2 august 2024 16:00 | Uščins 8 | (20–18) | Gómez 10 | South Paris Arena 6, Paris Asistență: 5774 Arbitri: Nacevski, Nikolov |
| 2 august 2024 16:00 | 5×       | Raport  | 3×       | South Paris Arena 6, Paris Asistență: 5774 Arbitri: Nacevski, Nikolov |

| 2 august 2024 19:00 | Japonia    | 28 – 29 | Slovenia | South Paris Arena 6, Paris Asistență: 5652 Arbitri: Hansen, Madsen |
| 2 august 2024 19:00 | Yasuhira 8 | (15–15) | Vlah 14  | South Paris Arena 6, Paris Asistență: 5652 Arbitri: Hansen, Madsen |
| 2 august 2024 19:00 | 7×         | Raport  | 6× 1×    | South Paris Arena 6, Paris Asistență: 5652 Arbitri: Hansen, Madsen |

| 4 august 2024 09:00 | Suedia     | 40 – 27 | Japonia   | South Paris Arena 6, Paris Asistență: 5808 Arbitri: Schulze, Tönnies |
| 4 august 2024 09:00 | Karlsson 6 | (16–9)  | Sugioka 9 | South Paris Arena 6, Paris Asistență: 5808 Arbitri: Schulze, Tönnies |
| 4 august 2024 09:00 | 2×         | Raport  | 2×        | South Paris Arena 6, Paris Asistență: 5808 Arbitri: Schulze, Tönnies |

| 4 august 2024 14:00 | Germania | 36 – 29 | Slovenia | South Paris Arena 6, Paris Asistență: 5685 Arbitri: Jørum, Kleven |
| 4 august 2024 14:00 | Häfner 7 | (23–14) | Horžen 7 | South Paris Arena 6, Paris Asistență: 5685 Arbitri: Jørum, Kleven |
| 4 august 2024 14:00 | 1×       | Raport  | 1×       | South Paris Arena 6, Paris Asistență: 5685 Arbitri: Jørum, Kleven |

| 4 august 2024 21:00 | Spania      | 32 – 31 | Croația   | South Paris Arena 6, Paris Asistență: 5723 Arbitri: Horáček, Novotný |
| 4 august 2024 21:00 | Rodríguez 6 | (20–15) | Klarica 7 | South Paris Arena 6, Paris Asistență: 5723 Arbitri: Horáček, Novotný |
| 4 august 2024 21:00 | 2×          | Raport  | 6× 1×     | South Paris Arena 6, Paris Asistență: 5723 Arbitri: Horáček, Novotný |

### Grupa B
| Loc | Echipa     | MJ | V | E | Î | GM  | GP  | DG  | Pct | Calificare           |
| --- | ---------- | -- | - | - | - | --- | --- | --- | --- | -------------------- |
| 1   | Danemarca  | 5  | 5 | 0 | 0 | 165 | 133 | +32 | 10  | Sferturile de finală |
| 2   | Egipt      | 5  | 3 | 1 | 1 | 148 | 140 | +8  | 7   | Sferturile de finală |
| 3   | Norvegia   | 5  | 3 | 0 | 2 | 139 | 136 | +3  | 6   | Sferturile de finală |
| 4   | Franța (H) | 5  | 2 | 1 | 2 | 129 | 131 | −2  | 5   | Sferturile de finală |
| 5   | Ungaria    | 5  | 1 | 0 | 4 | 137 | 138 | −1  | 2   |                      |
| 6   | Argentina  | 5  | 0 | 0 | 5 | 131 | 171 | −40 | 0   |                      |

| 27 iulie 2024 11:00 | Ungaria | 32 – 35 | Egipt        | South Paris Arena 6, Paris Asistență: 5776 Arbitri: Nacevski, Nikolov |
| 27 iulie 2024 11:00 | Imre 7  | (15–19) | Adel, Omar 9 | South Paris Arena 6, Paris Asistență: 5776 Arbitri: Nacevski, Nikolov |
| 27 iulie 2024 11:00 | 4×      | Raport  | 2× 1×        | South Paris Arena 6, Paris Asistență: 5776 Arbitri: Nacevski, Nikolov |

| 27 iulie 2024 16:00 | Norvegia   | 36 – 31 | Argentina    | South Paris Arena 6, Paris Asistență: 5749 Arbitri: Horáček, Novotný |
| 27 iulie 2024 16:00 | Grøndahl 8 | (22–15) | D. Simonet 5 | South Paris Arena 6, Paris Asistență: 5749 Arbitri: Horáček, Novotný |
| 27 iulie 2024 16:00 | 1×         | Raport  | 3×           | South Paris Arena 6, Paris Asistență: 5749 Arbitri: Horáček, Novotný |

| 27 iulie 2024 21:00 | Danemarca          | 37 – 29 | Franța   | South Paris Arena 6, Paris Asistență: 5739 Arbitri: Schulze, Tönnies |
| 27 iulie 2024 21:00 | Gidsel, Pytlick 11 | (18–17) | Descat 7 | South Paris Arena 6, Paris Asistență: 5739 Arbitri: Schulze, Tönnies |
| 27 iulie 2024 21:00 | 1×                 | Raport  | 4× 1×    | South Paris Arena 6, Paris Asistență: 5739 Arbitri: Schulze, Tönnies |

| 29 iulie 2024 14:00 | Egipt           | 27 – 30 | Danemarca           | South Paris Arena 6, Paris Asistență: 5764 Arbitri: Lah, Sok |
| 29 iulie 2024 14:00 | trei jucători 5 | (9–19)  | Arnoldsen, Gidsel 8 | South Paris Arena 6, Paris Asistență: 5764 Arbitri: Lah, Sok |
| 29 iulie 2024 14:00 | 3× 1×           | Raport  | 3× 1×               | South Paris Arena 6, Paris Asistență: 5764 Arbitri: Lah, Sok |

| 29 iulie 2024 19:00 | Franța | 22 – 27 | Norvegia | South Paris Arena 6, Paris Asistență: 5602 Arbitri: García, Marín |
| 29 iulie 2024 19:00 | Mem 10 | (11–16) | Blonz 7  | South Paris Arena 6, Paris Asistență: 5602 Arbitri: García, Marín |
| 29 iulie 2024 19:00 | 1×     | Raport  | 2×       | South Paris Arena 6, Paris Asistență: 5602 Arbitri: García, Marín |

| 29 iulie 2024 21:00 | Argentina    | 25 – 35 | Ungaria | South Paris Arena 6, Paris Asistență: 5602 Arbitri: Schulze, Tönnies |
| 29 iulie 2024 21:00 | P. Simonet 5 | (12–17) | Imre 7  | South Paris Arena 6, Paris Asistență: 5602 Arbitri: Schulze, Tönnies |
| 29 iulie 2024 21:00 | 4× 2×        | Raport  | 3×      | South Paris Arena 6, Paris Asistență: 5602 Arbitri: Schulze, Tönnies |

| 31 iulie 2024 09:00 | Norvegia | 26 – 25 | Ungaria         | South Paris Arena 6, Paris Asistență: 5774 Arbitri: Lah, Sok |
| 31 iulie 2024 09:00 | Blonz 9  | (11–13) | trei jucători 6 | South Paris Arena 6, Paris Asistență: 5774 Arbitri: Lah, Sok |
| 31 iulie 2024 09:00 | 4×       | Raport  | 3×              | South Paris Arena 6, Paris Asistență: 5774 Arbitri: Lah, Sok |

| 31 iulie 2024 19:00 | Franța     | 26 – 26 | Egipt  | South Paris Arena 6, Paris Asistență: 5780 Arbitri: Kurtagic, Wetterwik |
| 31 iulie 2024 19:00 | Fabregas 5 | (11–15) | Omar 8 | South Paris Arena 6, Paris Asistență: 5780 Arbitri: Kurtagic, Wetterwik |
| 31 iulie 2024 19:00 | 3×         | Raport  | 2×     | South Paris Arena 6, Paris Asistență: 5780 Arbitri: Kurtagic, Wetterwik |

| 31 iulie 2024 21:00 | Danemarca | 38 – 27 | Argentina | South Paris Arena 6, Paris Asistență: 5780 Arbitri: Belkhiri, Hamidi |
| 31 iulie 2024 21:00 | Gidsel 13 | (19–14) | Parker 6  | South Paris Arena 6, Paris Asistență: 5780 Arbitri: Belkhiri, Hamidi |
| 31 iulie 2024 21:00 | 5×        | Raport  | 4× 2× 1×  | South Paris Arena 6, Paris Asistență: 5780 Arbitri: Belkhiri, Hamidi |

| 2 august 2024 09:00 | Ungaria | 25 – 28 | Danemarca | South Paris Arena 6, Paris Asistență: 5764 Arbitri: García, Marín |
| 2 august 2024 09:00 | Ilić 5  | (14–16) | Gidsel 8  | South Paris Arena 6, Paris Asistență: 5764 Arbitri: García, Marín |
| 2 august 2024 09:00 | 6×      | Raport  | 1×        | South Paris Arena 6, Paris Asistență: 5764 Arbitri: García, Marín |

| 2 august 2024 11:00 | Argentina | 21 – 28 | Franța   | South Paris Arena 6, Paris Asistență: 5764 Arbitri: Pavićević, Ražnatović |
| 2 august 2024 11:00 | Parker 7  | (8–15)  | Descat 8 | South Paris Arena 6, Paris Asistență: 5764 Arbitri: Pavićević, Ražnatović |
| 2 august 2024 11:00 | 4×        | Raport  | 1×       | South Paris Arena 6, Paris Asistență: 5764 Arbitri: Pavićević, Ražnatović |

| 2 august 2024 21:00 | Norvegia   | 25 – 26 | Egipt  | South Paris Arena 6, Paris Asistență: 5652 Arbitri: Schulze, Tönnies |
| 2 august 2024 21:00 | Reinkind 7 | (13–14) | Omar 7 | South Paris Arena 6, Paris Asistență: 5652 Arbitri: Schulze, Tönnies |
| 2 august 2024 21:00 | 2× 1×      | Raport  | 2×     | South Paris Arena 6, Paris Asistență: 5652 Arbitri: Schulze, Tönnies |

| 4 august 2024 11:00 | Egipt               | 34 – 27 | Argentina    | South Paris Arena 6, Paris Asistență: 5808 Arbitri: Bíró, Kiss |
| 4 august 2024 11:00 | S. El-Deraa, Zein 6 | (14–15) | F. Pizarro 6 | South Paris Arena 6, Paris Asistență: 5808 Arbitri: Bíró, Kiss |
| 4 august 2024 11:00 | 4×                  | Raport  | 1×           | South Paris Arena 6, Paris Asistență: 5808 Arbitri: Bíró, Kiss |

| 4 august 2024 16:00 | Ungaria | 20 – 24 | Franța   | South Paris Arena 6, Paris Asistență: 5685 Arbitri: Hansen, Madsen |
| 4 august 2024 16:00 | Imre 6  | (8–11)  | Prandi 7 | South Paris Arena 6, Paris Asistență: 5685 Arbitri: Hansen, Madsen |
| 4 august 2024 16:00 |         | Raport  | 2× 1×    | South Paris Arena 6, Paris Asistență: 5685 Arbitri: Hansen, Madsen |

| 4 august 2024 19:00 | Danemarca | 32 – 25 | Norvegia   | South Paris Arena 6, Paris Asistență: 5723 Arbitri: Nacevski, Nikolov |
| 4 august 2024 19:00 | Pytlick 9 | (17–12) | Reinkind 6 | South Paris Arena 6, Paris Asistență: 5723 Arbitri: Nacevski, Nikolov |
| 4 august 2024 19:00 | 3× 2×     | Raport  | 4×         | South Paris Arena 6, Paris Asistență: 5723 Arbitri: Nacevski, Nikolov |

## Fazele eliminatorii

### Schemă
|  | Sferturile de finală | Sferturile de finală |                |    | Semifinalele | Semifinalele |  |  | Finala | Finala |
|  |                      |                      |                |    |              |              |  |  |        |        |
|  | 7 august 2024        |                      |                |    |              |              |  |  |        |        |
|  |                      |                      |                |    |              |              |  |  |        |        |
|  | Germania (Prel.)     | 35                   |                |    |              |              |  |  |        |        |
|  | Germania (Prel.)     | 35                   | 9 august 2024  |    |              |              |  |  |        |        |
|  | Franța               | 34                   |                |    |              |              |  |  |        |        |
|  | Franța               | 34                   | Germania       | 25 |              |              |  |  |        |        |
|  | 7 august 2024        |                      | Germania       | 25 |              |              |  |  |        |        |
|  |                      | Spania               | 24             |    |              |              |  |  |        |        |
|  | Spania (Prel.)       | Spania               | 24             | 29 |              |              |  |  |        |        |
|  | Spania (Prel.)       |                      | 11 august 2024 | 29 |              |              |  |  |        |        |
|  | Egipt                | 28                   |                |    |              |              |  |  |        |        |
|  | Egipt                | 28                   | Germania       | 26 |              |              |  |  |        |        |
|  | 7 august 2024        |                      | Germania       | 26 |              |              |  |  |        |        |
|  |                      | Danemarca            | 39             |    |              |              |  |  |        |        |
|  | Norvegia             | Danemarca            | 39             | 28 |              |              |  |  |        |        |
|  | Norvegia             | 9 august 2024        |                | 28 |              |              |  |  |        |        |
|  | Slovenia             | 33                   |                |    |              |              |  |  |        |        |
|  | Slovenia             | 33                   | Slovenia       | 30 |              |              |  |  |        |        |
|  | 7 august 2024        |                      | Slovenia       | 30 |              |              |  |  |        |        |
|  |                      | Danemarca            | 31             |    | Finala mică  | Finala mică  |  |  |        |        |
|  | Danemarca            | Danemarca            | 31             | 32 | Finala mică  | Finala mică  |  |  |        |        |
|  | Danemarca            |                      | 11 august 2024 | 32 |              |              |  |  |        |        |
|  | Suedia               | 31                   |                |    |              |              |  |  |        |        |
|  | Suedia               | 31                   | Spania         | 23 |              |              |  |  |        |        |
|  |                      |                      |                |    |              |              |  |  |        |        |
|  | Slovenia             | 22                   |                |    |              |              |  |  |        |        |
|  | Slovenia             | 22                   |                |    |              |              |  |  |        |        |

### Sferturile de finală
| 7 august 2024 09:30 | Spania               | 29 – 28 (Prel.) | Egipt         | Stade Pierre-Mauroy, Lille Asistență: 25697 Arbitri: Horáček, Novotný |
| 7 august 2024 09:30 | Gómez 9              | (8–12)          | Y. El-Deraa 8 | Stade Pierre-Mauroy, Lille Asistență: 25697 Arbitri: Horáček, Novotný |
| 7 august 2024 09:30 | 2×                   | Raport          | 5×            | Stade Pierre-Mauroy, Lille Asistență: 25697 Arbitri: Horáček, Novotný |
| 7 august 2024 09:30 | FT: 25–25 Prel.: 4–3 |                 |               | Stade Pierre-Mauroy, Lille Asistență: 25697 Arbitri: Horáček, Novotný |

| 7 august 2024 13:30 | Germania             | 35 – 34 (Prel.) | Franța | Stade Pierre-Mauroy, Lille Asistență: 27014 Arbitri: Hansen, Madsen |
| 7 august 2024 13:30 | Uščins 14            | (14–17)         | Mem 10 | Stade Pierre-Mauroy, Lille Asistență: 27014 Arbitri: Hansen, Madsen |
| 7 august 2024 13:30 | 3×                   | Raport          | 6× 1×  | Stade Pierre-Mauroy, Lille Asistență: 27014 Arbitri: Hansen, Madsen |
| 7 august 2024 13:30 | FT: 29–29 Prel.: 6–5 |                 |        | Stade Pierre-Mauroy, Lille Asistență: 27014 Arbitri: Hansen, Madsen |

| 7 august 2024 17:30 | Danemarca | 32 – 31 | Suedia  | Stade Pierre-Mauroy, Lille Asistență: 26449 Arbitri: C. Bonaventura, J. Bonaventura |
| 7 august 2024 17:30 | Pytlick 9 | (16–16) | Claar 7 | Stade Pierre-Mauroy, Lille Asistență: 26449 Arbitri: C. Bonaventura, J. Bonaventura |
| 7 august 2024 17:30 | 3× 2×     | Raport  | 4× 1×   | Stade Pierre-Mauroy, Lille Asistență: 26449 Arbitri: C. Bonaventura, J. Bonaventura |

| 7 august 2024 21:30 | Norvegia | 28 – 33 | Slovenia | Stade Pierre-Mauroy, Lille Asistență: 26406 Arbitri: García, Marín |
| 7 august 2024 21:30 | Blonz 7  | (12–16) | Vlah 11  | Stade Pierre-Mauroy, Lille Asistență: 26406 Arbitri: García, Marín |
| 7 august 2024 21:30 | 4×       | Raport  | 1×       | Stade Pierre-Mauroy, Lille Asistență: 26406 Arbitri: García, Marín |

### Semifinalele
| 9 august 2024 16:30 | Germania | 25 – 24 | Spania      | Stade Pierre-Mauroy, Lille Asistență: 22745 Arbitri: Nacevski, Nikolov |
| 9 august 2024 16:30 | Uščins 6 | (12–12) | Fernández 5 | Stade Pierre-Mauroy, Lille Asistență: 22745 Arbitri: Nacevski, Nikolov |
| 9 august 2024 16:30 | 1×       | Raport  | 1×          | Stade Pierre-Mauroy, Lille Asistență: 22745 Arbitri: Nacevski, Nikolov |

| 9 august 2024 21:30 | Slovenia       | 30 – 31 | Danemarca   | Stade Pierre-Mauroy, Lille Asistență: 22329 Arbitri: Horáček, Novotný |
| 9 august 2024 21:30 | Bombač, Vlah 7 | (10–15) | M. Landin 6 | Stade Pierre-Mauroy, Lille Asistență: 22329 Arbitri: Horáček, Novotný |
| 9 august 2024 21:30 | 3×             | Raport  | 1×          | Stade Pierre-Mauroy, Lille Asistență: 22329 Arbitri: Horáček, Novotný |

### Finala mică
| 11 august 2024 09:00 | Spania  | 23 – 22 | Slovenia  | Stade Pierre-Mauroy, Lille Asistență: 17242 Arbitri: Hansen, Madsen |
| 11 august 2024 09:00 | Gómez 5 | (12–12) | Dolenec 6 | Stade Pierre-Mauroy, Lille Asistență: 17242 Arbitri: Hansen, Madsen |
| 11 august 2024 09:00 | 2×      | Raport  | 3×        | Stade Pierre-Mauroy, Lille Asistență: 17242 Arbitri: Hansen, Madsen |

### Finala
| 11 august 2024 13:30 | Germania | 26 – 39 | Danemarca | Stade Pierre-Mauroy, Lille Asistență: 27328 Arbitri: Lah, Sok |
| 11 august 2024 13:30 | Knorr 6  | (12–21) | Gidsel 11 | Stade Pierre-Mauroy, Lille Asistență: 27328 Arbitri: Lah, Sok |
| 11 august 2024 13:30 | 1×       | Raport  | 1×        | Stade Pierre-Mauroy, Lille Asistență: 27328 Arbitri: Lah, Sok |

## Clasament final și handbaliști medaliați
| Rank | Team      |
| ---- | --------- |
| 1    | Danemarca |
| 2    | Germania  |
| 3    | Spania    |
| 4    | Slovenia  |
| 5    | Egipt     |
| 6    | Norvegia  |
| 7    | Suedia    |
| 8    | Franța    |
| 9    | Croația   |
| 10   | Ungaria   |
| 11   | Japonia   |
| 12   | Argentina |

| Post                      | Jucător                |
| ------------------------- | ---------------------- |
| Portar                    | Niklas Landin Jacobsen |
| Extremă dreapta           | Blaž Janc              |
| Inter dreapta             | Renārs Uščins          |
| Centru                    | Juri Knorr             |
| Inter stânga              | Simon Pytlick          |
| Extremă stânga            | Daniel Fernández       |
| Pivot                     | Lukas Jørgensen        |
| Cel mai bun jucător (MVP) | Mathias Gidsel         |

| Poz. | Nume           | Goluri | Șuturi | %  |
| ---- | -------------- | ------ | ------ | -- |
| 1    | Mathias Gidsel | 62     | 83     | 75 |
| 2    | Aleks Vlah     | 56     | 87     | 64 |
| 3    | Simon Pytlick  | 54     | 79     | 68 |
| 4    | Renārs Uščins  | 52     | 76     | 68 |
| 5    | Aleix Gómez    | 48     | 61     | 79 |
| 6    | Blaž Janc      | 43     | 58     | 74 |
| 7    | Johannes Golla | 37     | 47     | 79 |
| 7    | Dika Mem       | 37     | 60     | 62 |
| 9    | Hugo Descat    | 34     | 45     | 76 |
| 10   | Juri Knorr     | 33     | 52     | 63 |

| Poz. | Nume                    | %  | Parade | Șuturi |
| ---- | ----------------------- | -- | ------ | ------ |
| 1    | Roland Mikler           | 40 | 23     | 58     |
| 2    | Vincent Gérard          | 35 | 68     | 192    |
| 3    | Tobias Thulin           | 34 | 35     | 102    |
| 4    | Dominik Kuzmanović      | 33 | 56     | 171    |
| 4    | Gonzalo Pérez de Vargas | 33 | 82     | 251    |
| 6    | Mohamed Aly             | 32 | 46     | 142    |
| 6    | Rodrigo Corrales        | 32 | 24     | 74     |
| 6    | Klemen Ferlin           | 32 | 56     | 177    |
| 9    | Emil Nielsen            | 31 | 48     | 157    |
| 9    | Kristóf Palasics        | 31 | 33     | 107    |
| 9    | Andreas Palicka         | 31 | 46     | 147    |
| 9    | David Späth             | 31 | 40     | 131    |
| 9    | Andreas Wolff           | 31 | 66     | 210    |

## Medaliați
| Medalie de aur | Medalie de argint | Medalie de bronz |
| Danemarca Niklas Landin Jacobsen (c) (portar) · Niclas Kirkeløkke · Magnus Landin Jacobsen · Emil Jakobsen · Rasmus Lauge · Emil Nielsen (portar) · Magnus Saugstrup · Hans Lindberg · Mathias Gidsel · Henrik Møllgaard · Mikkel Hansen · Lukas Jørgensen · Lasse Andersson · Simon Hald · Thomas Sommer Arnoldsen · Simon Pytlick Antrenor principal: · Nikolaj Jacobsen | Germania David Späth (portar) · Johannes Golla (c) · Luca Witzke · Sebastian Heymann · Justus Fischer · Juri Knorr · Julian Köster · Renārs Uščins · Kai Häfner · Tim Hornke · Andreas Wolff (portar) · Rune Dahmke · Lukas Mertens · Christoph Steinert · Marko Grgić · Jannik Kohlbacher Antrenor principal: · Alfreð Gíslason | Spania Gonzalo Pérez de Vargas (c) (portar) · Jorge Maqueda · Alex Dujshebaev · Rodrigo Corrales (portar) · Adrià Figueras · Imanol Garciandia · Abel Serdio · Agustín Casado · Aleix Gómez · Ian Tarrafeta · Miguel Sánchez-Migallón · Daniel Dujshebaev · Kauldi Odriozola · Daniel Fernández · Javier Rodríguez Antrenor principal: · Jordi Ribera |